# Фенеркьой
Фенеркьой или Фенер (на турски: Fenerköy; на гръцки: Φανάρι, Фанари) е село в Източна Тракия, Турция, Вилает Истанбул, Околия Силиврия.

## География
Селото се намира на 10 километра северно от Силиврия.

## История
В 19 век Фенеркьой е гръцко село в Цариградския вилает на Османската империя. През 1922 година след краха на Гърция в Гръцко-турската война жителите на Фенеркьой се изселват в Гърция по силата на Лозанския договор. Три семейства от Фенеркьой са настанени в кукушкото село Тумба.

## Личности
Починали във Фенеркьой
- Ангел Иванов, български военен деец, поручик, загинал през Балканската война на 2 декември 1912 година[3]
- Анто Георгиев Каракачков, български военен деец, подпоручик, загинал през Балканската война на 30 ноември 1912 година[4]
- Христо Ганчев (1877 – 1912), български актьор
- Цветан Богданов Грозданов, български военен деец, поручик, загинал през Балканската война на 13 ноември 1912 година[5]